# DMX-diszkográfia
DMX amerikai rapper diszkográfiája.

## Albumok

### Stúdióalbumok
| Év   | Cím                                                                                        | Toplista pozíció | Toplista pozíció | Toplista pozíció | Toplista pozíció | Toplista pozíció | Toplista pozíció | Toplista pozíció | Toplista pozíció | Toplista pozíció | Eladások       | Elismerések    |
| Év   | Cím                                                                                        | US               | UK               | FRA              | CAN              | SWI              | SWE              | AUS              | IRE              | DUT              | Eladások       | Elismerések    |
| ---- | ------------------------------------------------------------------------------------------ | ---------------- | ---------------- | ---------------- | ---------------- | ---------------- | ---------------- | ---------------- | ---------------- | ---------------- | -------------- | -------------- |
| 1998 | It’s Dark and Hell Is Hot - Bemutatkozó stúdióalbum - Megjelent: 1998. május 19.           | 1                | —                | —                | 15               | —                | —                | —                | —                | —                | - CAN: 100,000 | - CAN: Platina |
| 1998 | Flesh of My Flesh, Blood of My Blood - Második stúdióalbum - Megjelent: 1998. december 22. | 1                | —                | —                | 28               | —                | —                | —                | —                | —                | - CAN: 50,000  | - CAN: Arany   |
| 1999 | …And Then There Was X - Harmadik stúdióalbum - Megjelent: 1999. december 21.               | 1                | —                | —                | 6                | —                | —                | —                | —                | —                | - CAN: 100,000 | - CAN: Platina |
| 2001 | The Great Depression - Negyedik stúdióalbum - Megjelent: 2001. október 23.                 | 1                | 20               | 69               | 1                | 60               | —                | 99               | —                | —                | - UK: 60,000   | - UK: Ezüst    |
| 2003 | Grand Champ - Ötödik stúdióalbum - Megjelent: 2003. szeptember 16.                         | 1                | 6                | 16               | 2                | 10               | 42               | 32               | 8                | 28               | - CAN: 100,000 | - CAN: Platina |
| 2006 | Year of the Dog… Again - Hatodik stúdióalbum - Megjelent: 2006. augusztus 1.               | 2                | 22               | 43               | 4                | 7                | —                | —                | 15               | 70               | - US: 350,000  |                |

### Válogatásalbumok
| Év   | Cím                                                                                             | Toplista pozíció | Toplista pozíció |
| Év   | Cím                                                                                             | US               | US R&B           |
| ---- | ----------------------------------------------------------------------------------------------- | ---------------- | ---------------- |
| 2007 | The Definition of X: The Pick of The Litter - Első válogatásalbum - Megjelent: 2007. június 12. | 26               | 7                |
| 2009 | Playlist Your Way - Második válogatásalbum - Megjelent: 2009. február 24.                       | —                | —                |
| 2010 | The Best of DMX - Harmadik válogatásalbum - Megjelent: 2010. január 26.                         | —                | —                |

## Kislemezek
| 1998 | "Get at Me Dog" (featuring Sheek Louch)         | 39  | 19  | 6  | -  | -  | It’s Dark and Hell Is Hot                 |
| 1998 | "Stop Being Greedy"                             | 79  | 45  | 8  | -  | -  | It’s Dark and Hell Is Hot                 |
| 1998 | "How’s It Goin’ Down"                           | 70  | 19  | -  | -  | -  | It’s Dark and Hell Is Hot                 |
| 1998 | "Ruff Ryders’ Anthem"                           | 94  | 33  | -  | -  | -  | It’s Dark and Hell Is Hot                 |
| 1998 | "Grand Finale" (with Method Man, Nas & Ja Rule) | 117 | 63  | 18 | -  | -  | Belly: Original Motion Picture Soundtrack |
| 1999 | "Slippin'"                                      | -   | 60  | -  | 30 | -  | Flesh of My Flesh, Blood of My Blood      |
| 1999 | "What's My Name?"                               | 67  | 23  | 11 | -  | -  | …And Then There Was X                     |
| 2000 | "Party Up (Up in Here)"                         | 27  | 11  | 8  | -  | -  | …And Then There Was X                     |
| 2000 | "What These Bitches Want" (featuring Sisqó)     | 49  | 11  | 22 | -  | -  | …And Then There Was X                     |
| 2000 | "Don't You Ever" 1                              | -   | 57  | -  | -  | -  | …And Then There Was X                     |
| 2000 | "Come Back in One Piece" (with Aaliyah)         | 117 | 36  | -  | -  | -  | Romeo Must Die soundtrack                 |
| 2001 | "No Sunshine"                                   | -   | 67  | -  | -  | -  | Exit Wounds                               |
| 2001 | "We Right Here"                                 | -   | 43  | 8  | -  | 62 | The Great Depression                      |
| 2001 | "Who We Be"                                     | 60  | 16  | 10 | 34 | -  | The Great Depression                      |
| 2002 | "I Miss You" (featuring Faith Evans)            | 86  | 37  | -  | -  | 87 | The Great Depression                      |
| 2003 | "Go To Sleep" (with Eminem & Obie Trice)        | -   | -   | -  | -  | -  | Cradle 2 the Grave soundtrack             |
| 2003 | "X Gon' Give It to Ya"                          | 60  | 32  | 16 | 6  | 23 | Cradle 2 the Grave soundtrack             |
| 2003 | "Where the Hood At?"                            | 68  | 24  | 13 | 4  | 29 | Grand Champ                               |
| 2003 | "Get It on the Floor" (featuring Swizz Beatz)   | -   | 57  | -  | 34 | 43 | Grand Champ                               |
| 2006 | "We in Here" (featuring Swizz Beatz)            | -   | 125 | -  | -  | -  | Year of the Dog... Again                  |
| 2006 | "Lord Give Me a Sign"                           | 125 | 70  | -  | -  | 31 | Year of the Dog... Again                  |

1 = csak rádióban

## Más dalok
| Év   | Cím                                        | Közreműködő(k)                                                   | Album                                             |
| ---- | ------------------------------------------ | ---------------------------------------------------------------- | ------------------------------------------------- |
| 1993 | "Born Loser"                               |                                                                  |                                                   |
| 1995 | "Time to Build"                            | Mic Geronimo, Ja Rule, Jay-Z                                     | The Natural                                       |
| 1997 | "Usual Suspects"                           | Mic Geronim, Hussein Fatal, Ja Rule, Cormega                     | How to Be a Player                                |
| 1997 | "4, 3, 2, 1"                               | LL Cool J, Method Man, Redman, Canibus                           | Phenomenon                                        |
| 1997 | "Take What's Yours"                        | Mase                                                             | Harlem World                                      |
| 1997 | "24 Hours to Live"                         | Mase, The Lox, Black Rob                                         | Harlem World                                      |
| 1997 | "Usual Suspects (alternate version)"       | Mic Geronimo, Jadakiss, Styles P, Ja Rule, Tragedy Khadafi       | Vendetta                                          |
| 1997 | "Nothing Move But the Money (remix)"       | Mic Geronimo, Black Rob                                          |                                                   |
| 1998 | "Money, Power & Respect"                   | The Lox, Lil' Kim                                                | Money, Power & Respect                            |
| 1998 | "We Be Clubbin' (remix)"                   | Ice Cube                                                         | The Players Club                                  |
| 1998 | "Murdergram"                               | Ja Rule, Jay-Z                                                   | Streets Is Watching                               |
| 1998 | "Shut 'Em Down"                            | Onyx                                                             | Shut 'Em Down                                     |
| 1998 | "We Got This"                              | John Forté                                                       | Poly Sci                                          |
| 1998 | "Get Your Shit Right"                      | Jermaine Dupri, The Madd Rapper                                  | Life in 1472                                      |
| 1998 | "Whatcha Gonna Do?"                        | Jayo Felony, Method Man                                          | Whatcha Gonna Do?                                 |
| 1998 | "Money, Cash, Hoes"                        | Jay-Z                                                            | Vol. 2... Hard Knock Life                         |
| 1998 | "Top Shotter"                              | Sean Paul, Mr. Vegas                                             | Belly                                             |
| 1998 | "Nowhere to Run"                           | Ozzy Osbourne, Ol' Dirty Bastard, The Crystal Method, Fuzzbubble | South Park: Chef Aid                              |
| 1998 | "Ruff Ryders' Anthem (remix)"              | DJ Clue, Jadakiss, Styles P, Drag-On, Eve                        | The Professional                                  |
| 1999 | "Dog & a Fox"                              | Foxy Brown                                                       | Chyna Doll                                        |
| 1999 | "More Money, More Cash, More Hoes (remix)" | Jay-Z, Memphis Bleek, Beanie Sigel                               | The Corruptor                                     |
| 1999 | "Ryde or Die (Turf Stories version)"       | Yukmouth, Drag-On                                                | Turf Stories                                      |
| 1999 | "Life Is What You Make It"                 | Nas                                                              | I Am...                                           |
| 1999 | "Ryde or Die"                              | The Lox, Drag-On, Eve                                            | Ryde or Die Vol. 1                                |
| 1999 | "Bug Out"                                  |                                                                  | Ryde or Die Vol. 1                                |
| 1999 | "Some X Shit"                              |                                                                  | Ryde or Die Vol. 1                                |
| 1999 | "It's Murda"                               | Ja Rule, Jay-Z                                                   | Venni Vetti Vecci                                 |
| 1999 | "The Story"                                |                                                                  | Black Gangster                                    |
| 1999 | "I Can, I Can"                             |                                                                  | The Wood                                          |
| 1999 | "Scenario 2000"                            | Eve, The Lox, Drag-On                                            | Ruff Ryders' First Lady                           |
| 1999 | "Dog Match"                                | Eve                                                              | Ruff Ryders' First Lady                           |
| 1999 | "Catz Don't Know"                          |                                                                  | Light It Up                                       |
| 1999 | "We in Here (The Tunnel version)"          | Funkmaster Flex & Big Kap, Drag-On, Eve, The Lox, Swizz Beatz    | The Tunnel                                        |
| 1999 | "Sincerity"                                | Mary J. Blige, Nas                                               | Mary                                              |
| 2000 | "Tales from the Darkside"                  |                                                                  | The Murderers                                     |
| 2000 | "Niggas Die 4 Me"                          | Drag-On                                                          | Opposite of H2O                                   |
| 2000 | "Get It Right"                             | Drag-On                                                          | Opposite of H2O                                   |
| 2000 | "Why We Die"                               | Busta Rhymes, Jay-Z                                              | Anarchy                                           |
| 2000 | "I'm Gonna Crawl"                          | Dyme                                                             | Nutty Professor II: The Klumps                    |
| 2000 | "The Great"                                |                                                                  | Ryde or Die Vol. 2                                |
| 2000 | "Fuhgidabowdit"                            | LL Cool J, Method Man, Redman                                    | G.O.A.T.: The Greatest Hits All Time              |
| 2000 | "Rollin' (Urban Assault Vehicle)"          | Limp Bizkit, Method Man, Redman                                  | Chocolate Starfish and the Hot Dog Flavored Water |
| 2000 | "Who's Next (X-Clue-Sive)"                 | DJ Clue                                                          | The Professional, Pt. 2                           |
| 2001 | "Scream Double R"                          | Eve                                                              | Scorpion                                          |
| 2001 | "Doggz II"                                 | Redman                                                           | Malpractive                                       |
| 2001 | "Uh-Hunh!"                                 | Jadakiss                                                         | Kiss tha Game Goodbye                             |
| 2001 | "Walk with Me"                             | Big Stan                                                         | Exit Wounds                                       |
| 2001 | "Friend of Mine"                           |                                                                  | Ryde or Die Vol. 3: In the "R" We Trust           |
| 2002 | "Most High"                                | Jerzee Monet                                                     | Love & War                                        |
| 2003 | "Deeper"                                   | DJ Envy                                                          | The Desert Storm Mixtape: Blok Party Vol. 1       |
| 2003 | "Go To Sleep"                              | Eminem, Obie Trice                                               | Cradle 2 the Grave                                |
| 2003 | "Right/Wrong"                              |                                                                  | Cradle 2 the Grave                                |
| 2003 | "Getting Down"                             | Big Stan, Kashmir, Bazaar Royale                                 | Cradle 2 the Grave                                |
| 2003 | "What's Really Good"                       | The Diplomats                                                    | Diplomatic Immunity                               |
| 2004 | "Let's Get Crazy"                          | Drag-On                                                          | Hell and Back                                     |
| 2004 | "That's Who We Be"                         | Drag-On, Phats Bossi                                             | That Fire                                         |
| 2004 | "Put Your Money"                           | Ludacris                                                         | The Red Light District                            |
| 2005 | "Get Wild"                                 | Jadakiss, Flashy, Kartoon                                        | The Redemption Volume 4                           |
| 2006 | "Innocent Man"                             | Mark Morrison                                                    | Innocent Man                                      |
| 2007 | "A Song For You"                           | Bizzy Bone                                                       | Smack: A Song For You                             |
| 2008 | "Bad Boys"                                 | DJ GQ, Junior Reid, Dawg E Slaughter                             | Let Em' Know                                      |
| 2008 | "Intro"                                    | The Game                                                         | L.A.X                                             |
| 2008 | "Outro"                                    | The Game                                                         | L.A.X                                             |
| 2008 | "Uh Oh"                                    | G.A.G.E                                                          | G.A.G.E                                           |
| 2009 | "Who's Real (Remix)"                       | Jadakiss, Swizz Beatz, Drag-On, Eve, Styles P, Sheek Louch       | The Last Kiss                                     |